# Piotr Balsamos-Apselamos
Piotr Balsamos-Apselamos (ur. w Eleutheropolis w rzymskiej Palestynie, zm. ok. 311 w Aulana w Samarii) – męczennik chrześcijański z czasów panowania Maksymina, święty Kościoła katolickiego.
Według Martyrologium Rzymskiego, Piotr Balsamos miał zginąć śmiercią męczeńską przez ukrzyżowanie. Jego wspomnienie liturgiczne obchodzone jest 3 stycznia.
Wielu autorów uważa jednak, że Piotra Balsamosa należy identyfikować z ascetą Piotrem Apselamosem, urodzonym w osadzie Aneas koło Eleutheropolis, który „przeszedł przez próbę ognia, jak złoto najczystsze i wspaniałym swym postępowaniem Chrystusowi bożemu wiary złożył dowód”. Fakt ten odnotował chrześcijański historyk Euzebiusz z Cezarei (zm. 340) w swoim dziele O męczennikach palestyńskich. W przypadku odrzucenia tożsamości obu Piotrów, wspomnienie Piotra Apselamosa przypada 11 stycznia (3 dni przed idami styczniowymi).